# Daniel Pettersson (musiker)
Karl Tommy Daniel Pettersson, född 22 februari 1978 i Skellefteå Sankt Olovs församling, Västerbottens län, är en svensk nyckelharpist. Han blev 2014 riksspelman i nyckelharpa med kommentaren "för traditionsrikt och skickligt spel av låtar från Vilhelmina på kontrabasharpa ".

## Diskografi
- 2006 – Slatta (AWCD-53). Tillsammans med Daniel Fredirksson, Maria Jonsson och Tomas Andersson.[5]

- 2009 – Suède: Entre triol et sextondel (C 560225). Tillsammans med Nina Pérez, Astrid Pullar, Rickard Näslin och Mattias Pérez.[6]

- 2014 – Kadrilj - låtar ur Västerbottniska spelmansböcker (DKCD 005). Tillsammans med Maria Jonsson.[7]

## Utmärkelser
- 2000 – Världsmästare i Gammelharpa.[8]